# آرماندو کریسپینو
آرماندو کریسپینو (ایتالیایی: Armando Crispino؛ ‏ ۱۸ اکتبر ۱۹۲۴ – ۶ اکتبر ۲۰۰۳) کارگردان فیلم و فیلم‌نامه‌نویس اهل ایتالیا بود.
از فیلم‌هایی که وی در آن‌ها نقش داشته‌است، می‌توان به فرانکشتاین به سبک ایتالیایی – مرا بگیر، شکنجه‌ام کن، چون دچار عشق سوزانم!، راهبه دیر کاسترو، کماندوها و کالبدگشایی اشاره نمود.